# Trans, Mayenne

Trans este o comună în departamentul Mayenne, Franța. În 2009 avea o populație de 233 de locuitori.